# Marathon van Enschede 1981
De marathon van Enschede 1981 werd gelopen op zaterdag 11 juli 1981. Het was de achttiende editie van deze marathon.
De wedstrijd bij de mannen werd gewonnen door Cor Vriend in 2:15.54. Voor het eerst namen ook vrouwen deel aan de marathon. Die allereerste editie bij de vrouwen werd een overwinning voor de Amerikaanse Jane Wipf in 2:38.21.

## Uitslagen

### Mannen
| rang   | naam                | land | tijd    |
| ------ | ------------------- | ---- | ------- |
| Goud   | Cor Vriend          | NED  | 2:15.54 |
| Zilver | Brian-Geoffrey Cole | ENG  | 2:18.18 |
| Brons  | James McGlynn       | IRL  | 2:18.39 |
| 4      | Barry Watson        | ENG  | 2:19.48 |
| 5      | Bill Cain           | ENG  | 2:22.24 |
| 6      | Guyla Sinko         | HUN  | 2:22.40 |
| 7      | Arne Mogensfeldt    | DEN  | 2:23.29 |
| 8      | Gerard Mentink      | NED  | 2:25.33 |
| 9      | Jean-Pierre le Gall | FRA  | 2:25.55 |
| 10     | Zoltan Kiss         | HUN  | 2:26.10 |

### Vrouwen
| rang   | naam          | land | tijd    |
| ------ | ------------- | ---- | ------- |
| Goud   | Jane Wipf     | USA  | 2:38.21 |
| Zilver | Carol Gould   | ENG  | 2:51.37 |
| Brons  | Leslie Watson | SCO  | 2:56.47 |

1947 ·
1949 ·
1951 ·
1953 ·
1955 ·
1957 ·
1959 ·
1961 ·
1963 ·
1965 ·
1967 ·
1969 ·
1971 ·
1973 ·
1975 ·
1977 ·
1979 ·
1981 ·
1983 ·
1985 ·
1987 ·
1989 ·
1991 ·
1992 ·
1993 ·
1994 ·
1995 ·
1996 ·
1997 ·
1998 ·
1999 ·
2000 ·
2001 ·
2002 ·
2003 ·
2004 ·
2005 ·
2006 ·
2007 ·
2008 ·
2009 ·
2010 ·
2011 ·
2012 ·
2013 ·
2014 ·
2015 ·
2016 ·
2017 ·
2018 ·
2019 ·
2020 · 2021 ·
2022 ·
2023 ·
2024 ·
2025